# Aleksiej Orłow (1737–1808)
Aleksiej Grigorjewicz Orłow (ros. Алексей Григорьевич Орлов, ur. 24 września?/5 października 1737 w miejscowości Lublino (gubernia twerska), zm. 5 stycznia 1808 w Moskwie) – rosyjski wojskowy i działacz państwowy, hrabia od roku 1762, generał-anszef od 1769, dowódca floty rosyjskiej w bitwie pod Nauplion (1770) i w bitwie pod Czesmą (1770).

## Życiorys
Był synem szlachcica, gubernatora nowogrodzkiego. Rozpoczął służbę jako żołnierz w Preobrażeńskim pułku Gwardii Cesarskiej. W 1762 roku nadano mu stopień podoficera. Wsławił się jako jeden z głównych uczestników przewrotu pałacowego w 1762 roku. Zmusił cara Piotra III do zrzeczenia się tronu, za co został mianowany generałem majorem. Nie zajmował wysokich stanowisk politycznych, jednak ze względu na przeszłe zasługi miał duży wpływ na sprawy państwowe. W latach 1768–1769 opracował plan ekspedycji przeciwko Turcji na Morzu Śródziemnym. Od 1769 roku dowodził rosyjską eskadrą na Morzu Śródziemnym. W wojnie rosyjsko-tureckiej (1768-1774) służył jako dowódca floty rosyjskiej w bitwie pod Nauplion (1770) i w bitwie pod Czesmą (1770). Za zasługi w bitwie pod Czesmą otrzymał prawo dodawania przy nazwisku tytułu Czesemski. W 1775 roku przeszedł w stan spoczynku. Został odznaczony Orderem Świętego Andrzeja Pierwszego Powołania, Orderem Świętego Aleksandra Newskiego i Orderem Świętego Jerzego I klasy.